# Koziba

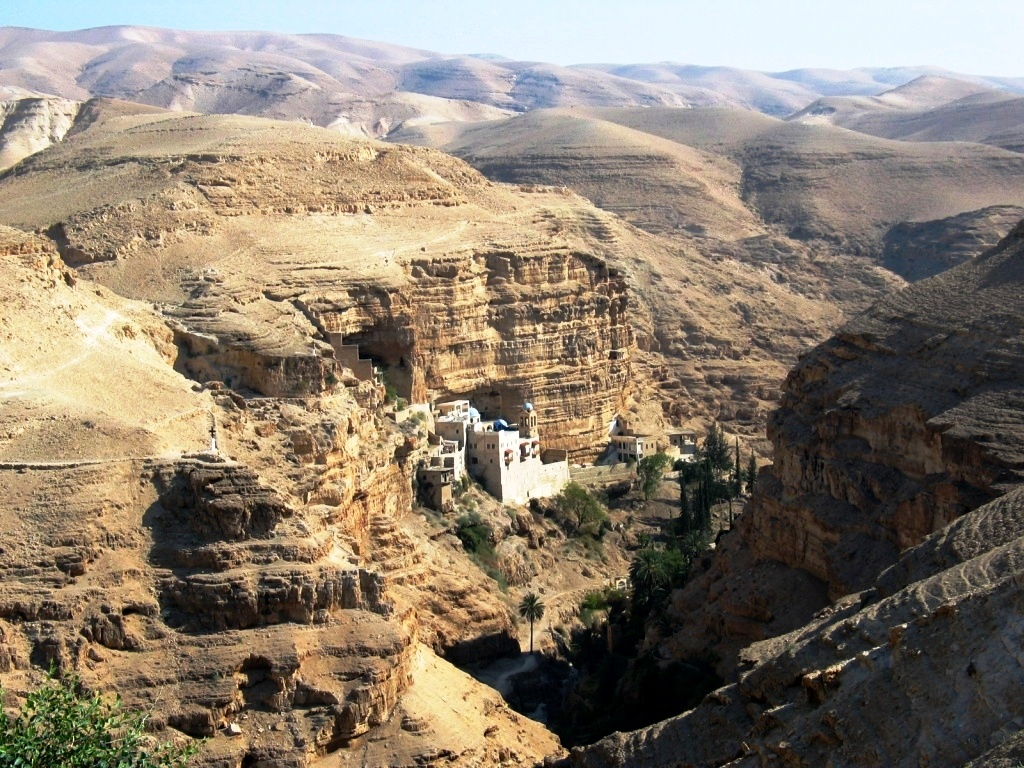
Veduta di Koziba nel Wadi el-Kelt

Koziba (En-Koziba/Kouzeba), che nell'antica lingua del posto significa «la fonte dalle acque intermittenti», conosciuta come Coziba, Choziba o Chozebà, è una località sul versante roccioso settentrionale del Wadi el-Kelt, situata in una gola del deserto di Giuda, a circa 9 km da Gerico e a circa 20 km da Gerusalemme.

## Storia

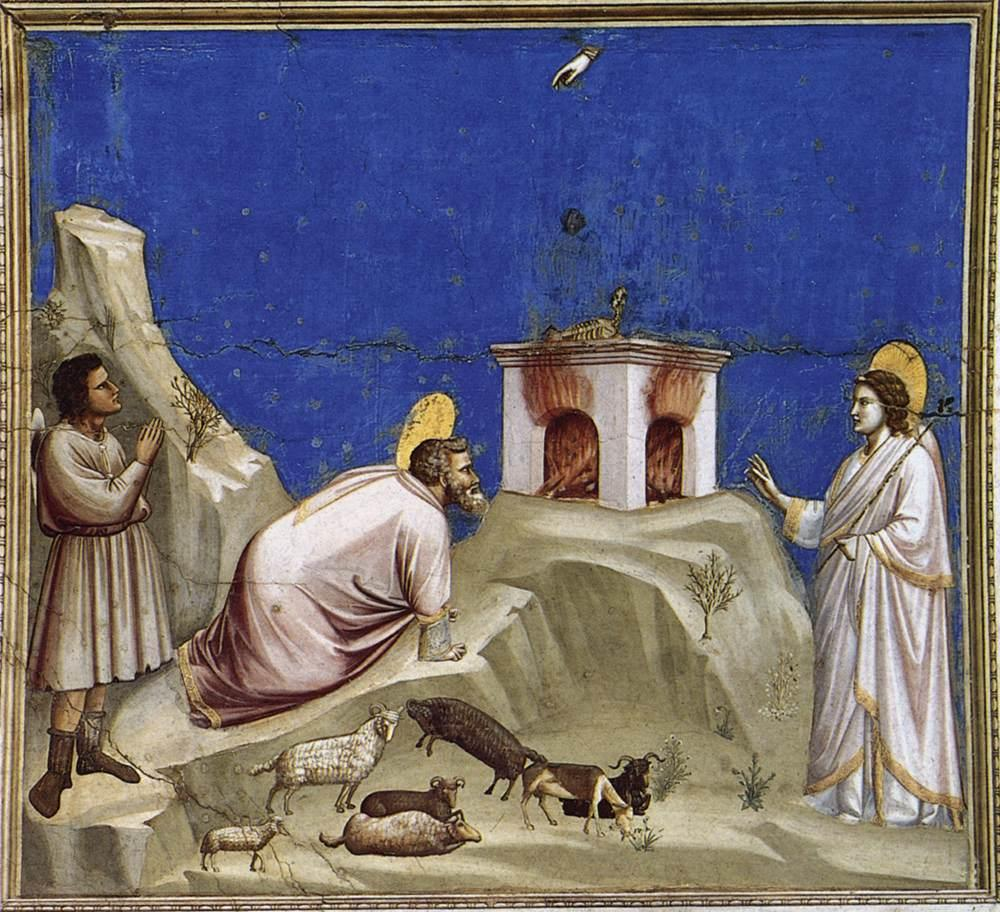
Giotto di Bondone, Sacrificio di Gioacchino

A Koziba, nel IV secolo, 'lungo un torrente che sbocca nella valle di Gerico e che oggi si chiama Wadi el-Kelt fu fondata una laura.
Alcuni monaci che cercavano esperienze nel deserto, alla stregua di Giovanni il Battista e Gesù di Nazaret, tra il 420 e il 430 d.C., si stabilirono intorno ad una grotta, rifugio del profeta Elia in fuga dall'ira della regina Gezabele, dove si credeva che fosse stato alimentato dai corvi. Sempre qui, secondo la tradizione locale, san Gioacchino, padre di Maria di Nazaret, la madre di Gesù, digiunò per la sua sterilità.
Nel 614 d.C. i Persiani attraversarono la valle e massacrarono la popolazione monastica. Le ossa e teschi di alcuni monaci martiri sono ancora visibili oggi nella cappella del monastero. Dopo l’invasione persiana, la laura fu lasciata in abbandono per lungo tempo fino al XII secolo quando alcuni crociati tentarono un grossolano restauro del monastero. Alla cacciata di questi, il monastero ricadde in disuso. Nel 1878, un monaco greco, Kalinikos, si stabilì qui e restaurò il monastero,  rendendolo abitabile più di vent'anni dopo.

## Monumenti e luoghi d'interesse
In questa valle isolata e sterile, aggrappato alle pareti della roccia. sorge il monastero di San Giorgio, Originariamente costruito intorno ad una grotta, il monastero crebbe nel V secolo sotto il dominio greco-ortodosso, quando un monaco, Gorgio di Koziba, nativo di Cipro, ne propagò la fama.
A un centinaio di metri a est del monastero c'è la grotta di san Giovanni di Tebe, fondatore nel 480 d.C., della prima comunità monastica di cui parla Antonio di Choziba. L'area di Koziba è piena di grotte naturali scavate sulle pareti rocciose a strapiombo del canyon, luoghi ideali per ritiri ascetici. Qui, nel corso della storia, si sono rifugiati importanti personalità del monachesimo, tra queste spicca Teodoro il Siceota. All'interno delle grotte sono state ritrovate dall'archeologo italiano Bellarmino Bagatti, in un sopralluogo dell'intera area nel 1939, incisioni in lingua greca e araba. Nel cimitero di Koziba, sono presenti iscrizioni che testimoniano le sepolture di monaci greci, georgiani, bessi (senza dubbio abcasi) e arabi. Miliari risalenti all'epoca omayyade e che indicavano le distanze tra i luoghi dell'antica rete viaria sono stati trovati nei pressi di Koziba.

## Infrastrutture e trasporti
Il 30 novembre 2010 è stata inaugurata dal ministro israeliano del Turismo, Stas Misezhnikov, e dal patriarca greco-ortodosso di Gerusalemme Teofilo III la una nuova strada che scorre lungo le pareti scoscese del Wadi el-Kelt. Si può arrivare in autobus (n. 486, 487) o con la propria auto percorrendo l’autostrada 1 da Gerusalemme con uscita a Mizpe Yericho.